# Shaine Casas
Shaine Casas (* 25. Dezember 1999 in San Diego) ist ein Schwimmer aus den Vereinigten Staaten. Er ist vierfacher Weltmeister (2021–2024).

## Sportliche Karriere
Shaine Casas besuchte die McAllen High School in McAllen, Texas. Er studierte von 2017 bis 2021 an der Texas A&M University. Danach wurde er Schwimmprofi.
2021 belegte Casas bei den US Olympic Trials den dritten Platz über 100 Meter Rücken, nur die ersten beiden Schwimmer fuhren zu den Olympischen Spielen nach Tokio. Bei den Kurzbahnweltmeisterschaften 2021 in Abu Dhabi wurde die 4-mal-100-Meter-Freistilstaffel mit Ryan Held, Hunter Tapp, Shaine Casas und Zach Apple Dritte hinter den Staffeln aus Russland und aus Italien. Über 100 Meter Rücken siegte Casas vor dem Russen Kliment Kolesnikow. Über 50 Meter Rücken belegte Casas den siebten Rang und mit der 4-mal-50-Meter-Freistilstaffel wurde er Vierter. In der 4-mal-50-Meter-Lagenstaffel gab es zwei siegreiche Teams, da die Quartette aus Russland und aus den Vereinigten Staaten zeitgleich anschlugen. Für die USA schwammen Shaine Casas, Nic Fink, Tom Shields und Ryan Held. Über 200 Meter Rücken siegte der Pole Radosław Kawęcki mit 0,13 Sekunden Vorsprung vor Shaine Casas. Zum Abschluss holten Shaine Casas, Nic Fink, Trenton Julian und Ryan Held noch die Silbermedaille in der 4-mal-100-Meter-Lagenstaffel hinter den Italienern. Shaine Casas, Nic Fink, Kate Douglass und Katharine Berkoff belegten den zweiten Platz in der 4-mal-50-Meter-Mixed-Lagenstaffel hinter dem niederländischen Quartett.
2022 bei den Weltmeisterschaften in Budapest war Casas nur über 200 Meter Rücken dabei. Er wurde Dritter hinter seinem Landsmann Ryan Murphy und dem Briten Luke Greenbank. Im Dezember 2022 bei den Kurzbahnweltmeisterschaften in Melbourne siegten Ryan Murphy, Nic Fink, Kate Douglass und Torri Huske, wobei sie in 1:35,15 Minuten einen neuen Weltrekord aufstellten. Shaine Casas, Michael Andrew und Alexandra Walsh erhielten ebenfalls eine Goldmedaille, da sie im Vorlauf eingesetzt worden waren. Casas schwamm auch im Vorlauf der 4-mal-50-Meter-Mixed-Freistilstaffel, die aber im Endlauf nur Vierte wurde. Mit der 4-mal-100-Meter-Freistilstaffel gewann Casas die Bronzemedaille zusammen mit Drew Kibler, Carson Foster und Kieran Smith. David Curtiss und Trenton Julian kamen nur im Vorlauf zum Einsatz. Casas starte auch über 200 Meter Lagen und belegte den vierten Platz. Nach einem fünften Platzt mit der 4-mal-50-Meter-Freistilstaffel wurde Casas auch über 100 Meter Lagen Vierter. In der 4-mal-50-Meter-Lagenstaffel siegten die Italiener mit neuem Weltrekord vor Ryan Murphy, Nic Fink, Shaine Casas und Michael Andrew. Über 200 Meter Rücken schließlich wurde Shaine Casas Zweiter hinter Ryan Murphy.
Ein halbes Jahr später bei den Weltmeisterschaften in Fukuoka erreichte Casas nur über 200 Meter Lagen das Finale und belegte den vierten Platz mit 0,28 Sekunden Rückstand auf den Gewinner der Bronzemedaille.
Bei den Weltmeisterschaften 2024 in Doha wurde Casas Weltmeister mit der 4 × 100 Meter Lagenstaffel und gewann jeweils Bronze mit den Freistilstaffeln. Fünf Monate später bei den Olympischen Spielen in Paris trat Casas nur über 200 Meter Lagen an. Mit der neuntbesten Halbfinalzeit fehlten ihm 0,07 Sekunden zum Finaleinzug.